# جونيور كيمبروف
جونيور كيمبروف (بالإنجليزية: Junior Kimbrough)‏ هو موسيقي أمريكي، ولد في 28 يوليو 1930 في Hudsonville, Mississippi ‏ في الولايات المتحدة، وتوفي في 17 يناير 1998 في هولي سبرينغز في الولايات المتحدة بسبب نوبة قلبية.

## وصلات خارجية
- جونيور كيمبروف على موقع IMDb (الإنجليزية)
- جونيور كيمبروف على موقع ميوزك برينز (الإنجليزية)
- جونيور كيمبروف على موقع ديسكوغز (الإنجليزية)
- جونيور كيمبروف على موقع قاعدة بيانات الفيلم (الإنجليزية)